# Electric Tablet System
Das Electric Tablet System ist ein Streckenblock für eingleisige Eisenbahnstrecken. Es wurde von Edward Tyer (1830–1912) entwickelt und 1880 patentiert. Da es gegenüber seinen Vorgängersystemen die Betriebssicherheit im Eisenbahnverkehr deutlich erhöhte, war das Tyer-System schon nach wenigen Jahren vor allem in Großbritannien und den damaligen Kolonien weit verbreitet. Es war in Sri Lanka im Jahre 2012 noch im Einsatz und auch 2018 noch auf der Strecke nach Badulla in Verwendung. Auch bei  eingleisigen Museumsbahnlinien wird es heute noch verwendet, wie beispielsweise beim North Yorkshire Moors Railway in Nordengland. Die Herstellung und der weltweite Vertrieb erfolgte durch die Firma Tyer & Co.

## Konzept
Das Electric Tablet System ist eine Bauform des Electric Token Block. Wie bei anderen Block-Systemen wird die Strecke in Blockabschnitte unterteilt. Ein Zug darf in einen Blockabschnitt nur dann einfahren, wenn der Lokführer im Besitz eines Token ist, das ihm die Fahrerlaubnis gibt. Beim Tyer-System übernehmen Tablets genannte Scheiben diese Funktion. Diese Scheiben werden aus einem Tablet Instrument genannten Apparat entnommen, von denen jeweils einer am Anfang und am Ende des Blockabschnitts aufgestellt ist. Die Apparate sind elektrisch so miteinander verbunden, dass für jeden Blockabschnitt nur ein Tablet an einem der Apparate entnommen werden kann. Bevor ein Tablet gezogen werden kann, muss am Apparat am Ende des Blockabschnittes eine Freigabe erfolgen, die diesen Apparat sperrt. Mit der Entnahme des Tablets wird auch der Apparat am Anfang des Blockabschnittes gesperrt. Das nächste Tablet kann erst dann entnommen werden, wenn der Zug am Ende des Blockabschnitts angekommen und der Block durch Rückgabe des Tablets freigegeben wurde. 

## Bestandteile

### Tablet Apparat

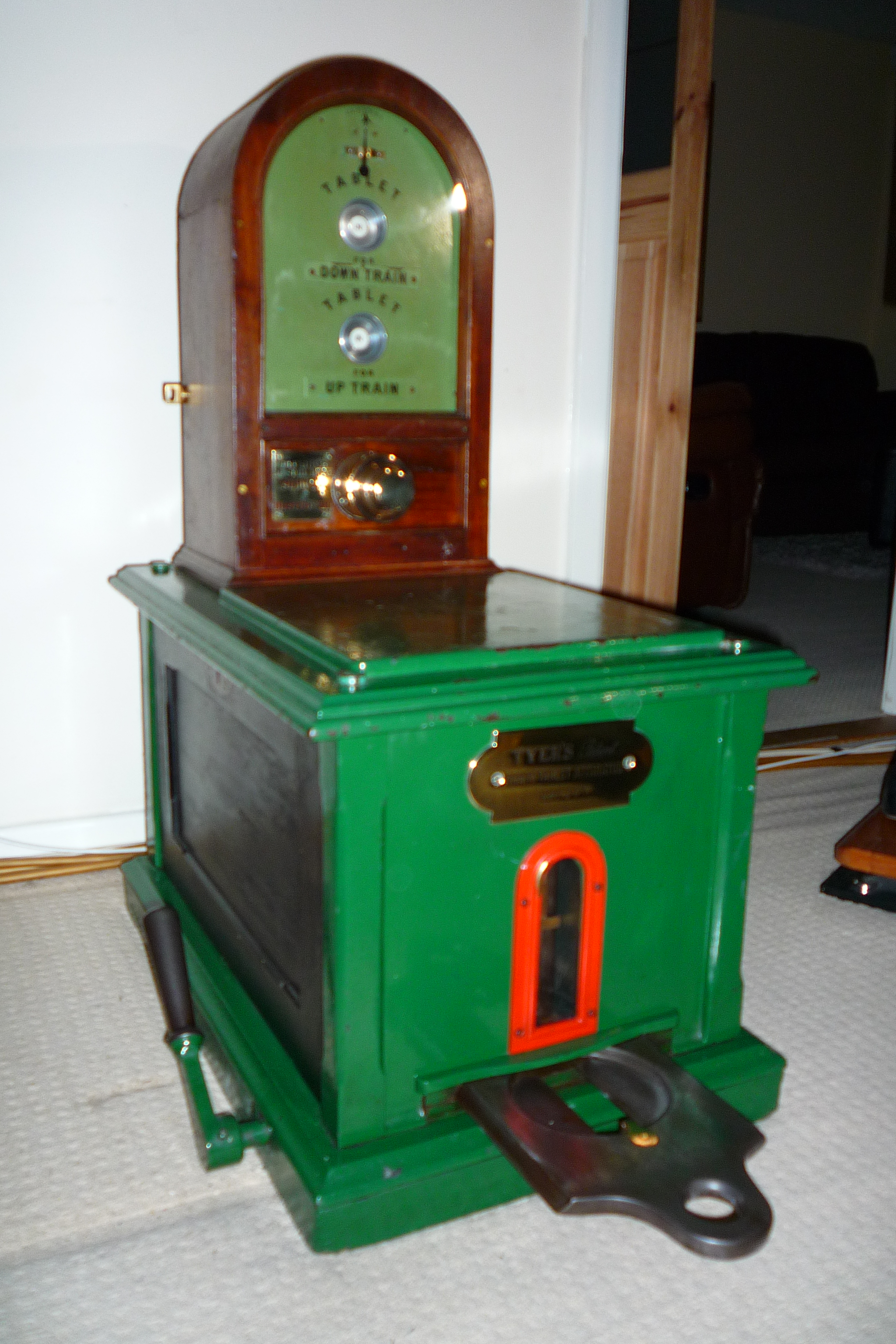
Tyer's No. 6 Tablet Instrument

Ein Tyer-Apparat besteht aus einem geschlossenen Kasten aus Holz oder Metall mit zwei Schiebern zum Entnehmen und Zurückgeben der Tablets. Die Kommunikation mit dem Bediener des anderen Apparates erfolgt mit der Taste Bell an der Oberseite des Kastens, mit der die Glocke an der Gegenstelle ausgelöst werden kann. Eine zweite Taste Switch entriegelt den Entnahmeschieber am anderen Apparat oder gibt den Entnahmeschieber am eigenen Apparat frei. Ein Amperemeter zeigt an, ob die elektrische Verbindung zwischen den Apparaten intakt ist. Ob der Block frei oder belegt ist und für welche Fahrtrichtung der Block freigegeben ist, wird in einem Sichtfenster an der Vorderseite des Kastens angezeigt. Jeweils ein Tablet kann nach Freigabe durch die Gegenstelle über den Entnahmeschieber an der Unterseite gezogen werden. Damit wird der Apparat automatisch verriegelt. Das Tablet vom ankommenden Zug wird über einen zweiten Schieber an der Oberseite zurückgegeben und damit die Verriegelung aufgehoben. Im Kasten ist Platz für ungefähr 20 Tablets, die aktuell vorhandene Anzahl ist über ein Sichtfenster an der Vorderseite erkennbar.
Die Apparate waren anfangs im Büro des Stationsvorstehers aufgestellt, heutzutage befinden sie sich gewöhnlich im Stellwerk. Sie dürfen nur vom Fahrdienstleiter bedient werden. Wenn mehrere Apparate in einem Raum aufgestellt sind, haben die Glocken zur besseren Erkennung einen unterschiedlichen Klang.

### Tablet
Als Tablets werden runde Messingscheiben mit einem Durchmesser von ca. 10–12 cm verwendet. Auf jedem Tablet ist der Streckenabschnitt, für den es gültig ist, und eine laufende Nummer aufgedruckt oder eingeprägt. Nach der Entnahme wird es in eine Ledertasche gesteckt, die an einem Messingring mit einem Durchmesser von ca. 60 cm befestigt ist. Mit dem Ring wird die Übergabe des Tablets an einen fahrenden Zug erleichtert. Tablets haben in der Mitte ein größeres rundes, drei- oder viereckiges Loch, ein kleineres rundes Loch in der Nähe des Randes und eine halbrunde, eckige oder dreieckige Kerbe am Rand. Die Tablets der einzelnen Blockabschnitte unterscheiden sich, um Verwechslungen zu vermeiden, in Form und Anordnung der Löcher und Kerben. Sie können nur in die Apparate eingelegt werden, die zum gleichen Blockabschnitt gehören. 
In späteren Jahren gab es auch quadratische Tablets und solche, die aus Aluminium oder Kunststoff gefertigt waren.

### Verbindungsleitung
Die beiden zu einem Blockabschnitt gehörenden Apparate sind über die Streckentelefon- oder Telegraphenleitung elektrisch miteinander verbunden. Dadurch ist für den Streckenblock keine besondere Verkabelung notwendig. Der Wechsel zwischen Block und Telefon erfolgt durch ein bestimmtes Glockensignal. 

## Handhabung
Wenn kein Zug auf der Strecke ist, sind die Entnahmeschieber beider Apparate halb geöffnet, alle Tablets sind in den Apparaten und es kann kein Tablet entnommen werden. Bevor ein Zug verkehren soll, fordert der Abgangsbahnhof mit der Bell-Taste die Freigabe an. Die Anforderung wird mit der Bell-Taste quittiert. Dann wird an beiden Apparaten der Entnahmeschieber geschlossen und am Apparat des Zielbahnhofs wird die Switch-Taste gedrückt, was dort eine Verriegelung des Entnahmeschiebers auslöst und im Abgangsbahnhof den Entnahmeschieber freigibt. Durch Drücken der Switch-Taste am  eigenen Apparat kann der Stationsvorstand nun am Ausgangsbahnhof ein Tablet entnehmen. Mit der Entnahme wird auch der Apparat am Abgangsbahnhof verriegelt und es können bis zur Ankunft des Zuges keine weiteren Tablets gezogen werden.
Die Nummer des Tablets wird im Zugmeldebuch notiert und der Stationsvorstand erteilt dem Signalwärter den Auftrag, das Ausfahrsignal zu stellen. Das Tablet wird in eine Ledertasche gesteckt und dem Lokführer als Fahrerlaubnis übergeben. 
Dieser prüft, ob das Tablet für den folgenden Streckenabschnitt gilt und der Zug setzt seine Fahrt fort. Am Zielbahnhof übergibt der Lokführer das Tablet dem Stationsvorstand und erhält das Tablet für den nächsten Abschnitt. 
Die Blockfreigabe erfolgt, indem das Tablet am Zielbahnhof über den Schieber an der Oberseite zurückgegeben wird.

## Entwicklung, Bauformen und Verbreitung
Zwei Frontalkollisionen, der Eisenbahnunfall von Thorpe im Jahr 1874 und ein zweiter bei Radstock im Jahr 1876, hatten gezeigt, dass das bis dahin eingesetzte Blocktelegrafensystem mit entscheidenden Sicherheitsmängeln behaftet war. Die Entwicklung des Electric Tablet System entstand aus dem Bestreben, diese Mängel zu beseitigen und die Betriebssicherheit auf eingleisigen Strecken zu erhöhen.
Im Laufe der Jahre wurde das System weiterentwickelt und für spezielle Anforderungen modifiziert. Verbreitet war die  Bauform No. 3 aus dem Jahr 1890. Mit der seltenen Bauform No. 5 (1891) konnten zwei aufeinander folgende Züge in einer Richtung verkehren. Vor der Entwicklung der Bauform No. 6 im Jahr 1892 konnte der Blockabschnitt nur durch Rückgabe des Tablets am  benachbarten Instrument freigegeben werden. Bei der Bauform No. 6 konnte das Tablet auch an das gleiche Instrument zurückgegeben werden. Damit konnten mit dem System auch Züge gesichert werden, die nicht bis zum Ende des Blockabschnitts fuhren, sondern von unterwegs zurückkehrten. Mit der Patentierung der Bauform No. 7 im Jahr 1898 endete die Entwicklung des Electric Tablet Systems, und einfacher zu handhabende Token Key Systeme traten die Nachfolge an. 
In späteren Jahren wurden die installierten Apparate nachgerüstet, wichtigste Änderung war die Kopplung der Ausfahrsignale mit den Blockapparaten und vielerorts die Verlegung der Apparate von den Stationsgebäuden in die Stellwerke. In Großbritannien wurde das Tyer-System bis Ende des 20. Jahrhunderts weitgehend abgelöst. In Ländern, die britische Signaltechnik einsetzten, wie z. B. in Neuseeland, Australien, Japan und Indonesien kam das Electric Tablet System ebenfalls zum Einsatz. In Sri Lanka wird der Betrieb auf Teilen des Netzes noch heute mit dem Electric Tablet System durchgeführt.

## Vor- und Nachteile des Electric Tablet Systems
Das Electric Tablet System hat gegenüber dem älteren Stab-System den Vorteil, dass mehrere Züge ohne Aufwand nacheinander fahren können, dass zwischen den Betriebsstellen eine sichere Verständigung gewährleistet und dass durch die Nutzung der Telegraphenleitung keine spezielle Verkabelung notwendig ist. Der Betriebszustand kann – im Gegensatz zu den vorher verwendeten Blocktelegrafen – jederzeit am Apparat abgelesen werden. 
Größter Nachteil besonders der älteren Bauformen ist die fehlende Abhängigkeit zwischen Ausfahrsignalen und Blockapparat, d. h. es war möglich, das Ausfahrsignal auf Fahrt zu stellen, obwohl der Block belegt war.